# Synoicum adareanum
Synoicum adareanum is een zakpijpensoort uit de familie van de Polyclinidae. De wetenschappelijke naam van de soort is voor het eerst geldig gepubliceerd in 1902 door Herdman.